# Lewis Heermann
Pour les articles homonymes, voir Heermann.
Lewis Heermann (né le 3 août 1779 à Kassel, en Allemagne et mort en mai 1833) est un chirurgien militaire de l'US Navy.

## Biographie
Il a été engagé comme second chirurgien (Surgeon's Mate) dans la marine américaine (US Navy) le 8 février 1802. Le 16 février 1804, pendant la première guerre barbaresque, le lieutenant Stephen Decatur laisse à Heermann le commandement de la bombarde USS Intrepid pendant qu'il dirige un groupe de marins américains pour monter à bord de la frégate capturée USS Philadelphia dans le port de Tripoli et mettre le feu à la frégate.
Lorsque les hostilités avec les États barbaresques ont pris fin en 1805, Heermann est rentré aux États-Unis, mais a rapidement pris un congé pour étudier en Europe jusqu'en 1808, date à laquelle il a repris du service actif à Norfolk, en Virginie. En grande partie grâce à ses plaidoyers en faveur de meilleurs soins médicaux pour les hommes de la marine, le Congrès a adopté un projet de loi autorisant la construction d'hôpitaux dans plusieurs stations navales, mais les premiers hôpitaux navals officiels des États-Unis n'ont été construits qu'après la mort du Dr Heermann.
Il est transféré à La Nouvelle-Orléans, en Louisiane, en août 1811 et, à l'exception d'une année passée dans le Nord pour des raisons de santé et d'une affectation en 1830 en Méditerranée, où il sert pendant une période indéterminée en tant que chirurgien de la flotte de l'escadre méditerranéenne (Mediterranean Squadron), il y reste jusqu'à sa mort, en mai 1833.

## Hommage
L'US Navy a nommé en son honneur un destroyer de la classe Fletcher, le USS Heermann (DD-532), lancé en 1942

## Source
- (en) Cet article est partiellement ou en totalité issu de l’article de Wikipédia en anglais intitulé « USS Heermann » (voir la liste des auteurs).